# 伊忍道 打倒信長
『伊忍道〜打倒信長〜』（いにんどう だとうのぶなが）は、1991年7月19日に日本の光栄から発売されたPC-8801mkIISR用シミュレーションロールプレイングゲーム。
同社が提唱した独自のゲームジャンル「リコエイションゲーム」の第3作目。1581年（天正9年）に織田信長が伊賀に侵攻した「天正伊賀の乱」を題材にしており、プレイヤーは信長によって壊滅させられた伊賀忍者の生き残りの一人となって、日本各地の修練場で忍術修行をしたり、各国の戦国大名たちの依頼事をこなしたりしながら自己の能力や評判を高め、反信長派の大名の支援を得て信長の打倒を目指す。
開発は光栄が行い、プロデューサーはシブサワ・コウ、音楽は後にスーパーファミコン用ソフト『スーパー麻雀大会』（1992年）を手掛けた若桑比織が担当している。
PC-8801mkIISR版が発売された後、様々な日本国産パソコンに移植された他、1992年に『スーパー伊忍道 打倒信長』のタイトルでスーパーファミコンへと移植され、北米では『Inindo: Way of the Ninja』のタイトルで発売された。また、1993年に台湾においてPC/AT互換機に移植された。その他、2000年代にはWindows XP用としてPC-9801版の復刻版も発売された。

## 概要
光栄が提唱した独自のゲームジャンル「リコエイションゲーム」の一つで、発売当時、同社の代表作となっていた『信長の野望シリーズ』の主人公・織田信長を悪役としている。
「リコエイションゲーム」としては『維新の嵐』（1988年）、『大航海時代』（1990年）に続く3作目だが、ロールプレイングゲーム色が非常に強くなっている。また、30箇国に分かれた日本に16人の大名と配下の武将たちが存在し、国盗り合戦が進行しているという歴史シミュレーションゲーム的要素も加味されている。
プレイヤーは仲間を探して最大3人パーティを組み、修行場や伝承の地といったダンジョンを探索して、ランダムエンカウントで現れる敵と戦いながらレベルを上げていく。本作におけるプレイヤーのレベルは「評判」的な意味合いもあるらしく、レベルが上がるほど仲間を誘い易くなったり、大名の信頼を獲得し易くなる。最終的には大名の力を得て安土城内に侵入し、最終ボスである織田信長を倒す展開となる。どのキャラクターを仲間にし、どの大名の力を得るかによって、難易度やゲームの進行が変化することがある。
オープニングで本能寺の変が起きるが織田信長は生き延びていたり、史実ではゲーム開始時には滅亡しているはずの甲斐武田家がいまだ存在するなど、架空の歴史設定が取り入れられている。

## ゲーム内容

### システム
一般のRPGほど流れで縛られることはないが、それでもゲーム前半では隠れ里付近の洞窟より「選者の証」を入手し、全国10箇所の「修験場」を順番に巡り、術を習得する必要がある。
本作の特徴的な点は、最終ボスたる織田信長へと至る過程である。信長は近江国の安土城を拠点としているが、そのままでは近江へ入ることはできず、関所を開放する必要がある。
そのためにはまずレベルを15前後まで上げる。すると、各地の城へ入れるようになり、「偵察」や「工作」といった仕事を請け負うことができ、それを実行する。本作ではプレイヤーの動きとは別の部分で各戦国大名があたかも『信長の野望』の様に領地争奪戦を繰り広げており、忍者を要する活動についてプレイヤーに依頼が為されることがあり、これをこなすことで戦国大名からの「信頼」を得られる。なお、大名による依頼はゲーム内各月の1日から15日までの間のみ受けることができる。
大名による「信頼」が高くなると、各1日に行われる戦争に部隊長として加わることが可能になる。ここでも戦功を挙げるなどさらに「信頼」を高めることにより、「評定」への参加が認められる。「評定」ではどの国に攻め込むか進言できる場合があるので、近江の隣接国（越前国、美濃国、山城国、伊勢国）へと攻め込み占領し、関所を開放することによって、近江へと侵入することができるようになる。
「信頼」を得て信長領へ攻め込む協力者となる大名家は自由に選ぶことができるが、例えば伊達家や島津家では信長領への距離が遠く、鈴木氏 （鈴木佐太夫）はゲーム開始間も無く信長に蹂躙されてしまうなど、選ぶ大名によって攻略難易度が変わる。
なお、全国には織田家を除くと15の大名家が存在するが、大名家全てが織田家に対して敵意を持っているわけではない。反信長派であり、かつ信長領への距離も近い上杉家や武田家を協力者に選ぶのが史実にも従っているが、親信長派である徳川家との「信頼」を高めた上で進言し、信長領への侵攻を開始させることもできる。
信長側も他大名に侵攻することがあり、これによって領土を拡げられることもある。一度滅亡してしまった大名家は二度と復活しないため、あまり悠長に構えていると近江の隣接国へ届く大名がいなくなってしまい、実質的に詰みとなってしまう。信長がすべての国を領土とした場合はゲームオーバーとなる。

### 行動
操作は同時代の多くのロールプレイングゲーム同様、方向キーとReturnキーのみで行う。マップ移動や項目選択に前者を、選択の決定のほか、移動中に「調べる」「術・アイテムを使う」といったコマンドを呼び出すために後者を使う。
フィールドを歩いていると、「行動力」が減少していく。これはヒットポイントとは別のもので、戦闘によらずフィールド移動を行うと必ず減少し、町や村などに寄ることで100%まで回復する。村や町に入らずにゲーム内時間で3日ほど歩いていると疲労で倒れてしまい、このとき、敵に襲われたり仲間になるキャラクターが訪れたりすることがある（フィールド移動中にもまれに敵と遭遇することがあるが、疲労で倒れた時に襲ってくるのは、仲間にもなり得るキャラクターの場合が多い）。
町での会話も、一般のロールプレイングゲーム同様、目的のキャラクターに隣接してその方向のキーを押すことで行う。一方、店などの場合は、基本的にコマンドを選ぶだけである。店には「宿屋」「居酒屋」「刀剣商」「古道具屋」「医者」「質屋」「易者」「遊戯場」などがある。

### パーティ
仲間は町の「宿屋」や「酒場」で面会して勧誘するか、町へ寄らず移動中に倒れた際に志願してくることもある。勧誘する場合は必ず仲間になるとは限らず、その場合は話し合ったり手合わせ（戦闘）して負かすことによって信頼を得る必要がある。ただし、戦闘で負かした場合は相手が死亡することもある。仲間になるキャラクターの職業は大きく分けると侍、忍者、僧、道士の4系統に分かれ、さらに侍なら武士、浪人、剣術家など細かく分かれ、その中には前田利益（浪人）伊東一刀斎（剣術家）、服部半蔵（伊賀忍者）、果心居士（伊賀忍者）、風魔小次郎（風魔衆）、天海（僧侶）といった実在や架空の著名な人物が多く存在する。なお、仲間を得るには自分のレベルが7以上に達している必要がある。
1. 侍 - 戦闘能力は最も高いが、術は全く使えない。武士、浪人、剣術家がいる。
2. 忍者 - 戦闘能力も高く、忍術も使えるなどバランスの取れた職業。伊賀者、伊賀女、甲賀者、甲賀女、風魔衆、根来衆がいる。
3. 僧 - 仙術が使えるが、戦闘能力と仙術のバランスは個別の職業によって傾向の違いが最も目立つ。僧侶、僧兵、山伏、羅漢がいる。
4. 道士 - 戦闘能力は最も低いが、妖術の使用が可能。陰陽師、飯綱使、方士がいる。

また、伊賀女や甲賀女といった女忍者を仲間にすることで、夫婦を装って一部の町にある「空き家」を借りることができる（スーパーファミコン版では削除されている）。これにより、宿代わりに無料で宿泊が可能になったり、その町を支配する大名の情報を得ることができる。このほかに人物によっては、「製薬」「祈祷」「飛行仙」といった「特技」と呼ばれる特別技能を持つ。

### 戦闘
戦闘はコマンドを選んで戦う方式。縦横3マスの広さを持つ空間に、最大3体の敵が現れる。「攻撃」「防御」「移動」「術（使用）」「道具（使用）」「逃げる」、の6つのコマンドが使用できる。このうち「攻撃」には剣で斬るなどの「直接攻撃」と、忍者における手裏剣などの「間接攻撃」とがある。「移動」は自分の周囲1マスだけ移動したあと、自分の前面（上方向）3マスに敵が居る場合に限り直接攻撃を行うことができるが、この場合は攻撃力が「攻撃」より若干劣る。
戦闘の結果、敵を全滅させると一定の経験値とお金が手に入る。逆にヒットポイントが0になると「死亡」か「怪我」の状態になる。主人公が「死亡」するとゲームオーバーとなる。また死んでしまった仲間キャラクターは二度と復活することができない。「怪我」の状態異常になった場合はヒットポイントが少ない状態でその場で移動を再開する（特定のキャラクターとの対戦で敗北した場合はお金も奪われる）。「怪我」の状態異常のままで再びヒットポイントが0になると「死亡」する確率が高くなる。そのため「怪我」は術や道具、あるいは町にある「医者」などで治療する必要がある。
敵キャラは主に日本の妖怪（伝承、ゲームオリジナル）が占めているが、その他には、戦いの試練を与える神仏や信長側の人間たちなども出現する。また前述の別シナリオでは、一部の地域で西洋の妖怪が登場する。

### 合戦
前述のように毎月1日には大名たちの間で合戦が起こることがあり、プレイヤーは信頼を勝ち得た大名の合戦に参加することができる。合戦は、ヘクス画面を使ったウォー・シミュレーションゲーム型を採用している。
忍者や道士は、それぞれ合戦時に忍術や妖術の使用が可能で、敵部隊にダメージを与えたり移動を不可能にする、味方部隊を増強する、などの行動ができる。これらをうまく使いこなせば、侍や一般武将に比べて有利に合戦を進めることが可能である。

## 設定

### ストーリー
天正9年、伊賀忍軍が将来の憂いとなることを恐れた織田信長は、4万の大軍勢を伊賀国境に進軍させた。その夜、伊賀頭領・百地丹波は討死に覚悟の総力戦を決意、一人の未熟で若い―しかし、強い潜在力を持っている―忍者に信長への復讐を託し、隠れ里へと逃がす。
争いを好まぬ穏やかな里に匿われ、里長の娘・レイと共に修行を続けていた天正10年6月、再び信長配下の中忍・霞丸率いる忍者たちによって隠れ里が襲われる。「明智謀反、信長行方知れず」の報によって辛うじて敵は去ったものの、最早や逃げ場すら無くなった若者は、信長打倒のため、その礎となる修行の旅へと発つのだった。
里を出て、最初の試練の洞窟に入った若者は、襲い掛かる化け物たちを打ち倒しながら、ついに洞窟の奥で「選者の証」を見つけることができた。歩いて来た道を引き返し、やっと洞窟の入り口にたどりついた彼は、そこで「ある光景」を見た。それは信じ難くも、彼のこれからの運命を決定的に物語るであろうものだった。
この後のストーリー展開は2種類あり、それぞれ「通常篇」「妖術師篇」と通称されているが公式な呼称ではない（光栄発行の『伊忍道・打倒信長ハンドブック』では「信長妖術師篇」と表記されている）。最初のダンジョンでのクエストを終了した時点で、ランダムでどちらのストーリーになるか決定されるが、通常編に進む可能性の方が高くなっている。両ストーリー間では登場する敵キャラにも違いがある。「通常篇」では「忍犬」や「暗黒行者」が、「妖術師篇」ではヘルハウンドやマルコキアスなどの西洋の妖怪が登場する。
PC-9801シリーズ、PC-8801SRシリーズ版のみ、第3の隠しシナリオとして「おまけ編」がある。AドライブにBディスク、BドライブにAディスクを入れるとプレイできる。

### 舞台
主人公が忍術を会得するには、日本各地にある修験場で与えられる試練をこなす必要がある。試練内容は、いずれの修行場もそこにある様々な仕掛けが施されたダンジョンに入り、特定のアイテムを持ち帰るかボスを倒すといったことである。修験場は以下の通り。
1. 伊賀の洞窟
2. 富士修験場
3. 筑波山修験場
4. 羽黒山修験場
5. 恐山修験場
6. 大島修験場
7. 御嶽山修験場
8. 越智山修験場
9. 剣山修験場
10. 阿蘇山修験場
11. 比叡山の洞窟

このほかに、強力な装備が手に入るといったメリットのあるダンジョン（佐渡金山、壇ノ浦洞窟など）もいくつか存在する。

## 移植版
| No. | タイトル                                         | 発売日                  | 対応機種           | 開発元   | 発売元   | メディア                                                    | 型式                                              | 備考            | Ref.                    |
| --- | ------------------------------------------------ | ----------------------- | ------------------ | -------- | -------- | ----------------------------------------------------------- | ------------------------------------------------- | --------------- | ----------------------- |
| 1   | 伊忍道 打倒信長                                  | 1991年9月27日           | PC-9801            | 光栄     | 光栄     | 3.5インチ2HDフロッピーディスク 5インチ2HDフロッピーディスク | KN10181020 (3.5") KN10181030 (5") KN10191020 (5") |                 |                         |
| 2   | 伊忍道 打倒信長                                  | 1991年11月13日          | MSX2               | 光栄     | 光栄     | ロムカセット                                                | KN10181050                                        |                 |                         |
| 3   | 伊忍道 打倒信長                                  | 1991年11月28日          | MSX2               | 光栄     | 光栄     | 3.5インチ2DDフロッピーディスク                              | KN10181040                                        |                 |                         |
| 4   | 伊忍道 打倒信長                                  | 1991年12月21日          | X68000             | 光栄     | 光栄     | 5インチ2HDフロッピーディスク                                | KN10181060                                        |                 |                         |
| 5   | 伊忍道 打倒信長                                  | 1992年2月1日            | FM TOWNS           | 光栄     | 光栄     | フロッピーディスク                                          | KN10181070                                        |                 |                         |
| 6   | スーパー伊忍道 打倒信長 Inindo: Way of the Ninja | 1992年3月19日 1993年3月 | スーパーファミコン | 光栄     | 光栄     | 10メガビット+64キロRAMロムカセット                          | SHVC-IN SNS-IN-USA                                |                 |                         |
| 7   | 伊忍道 打倒信長                                  | TWN 1993年              | PC/AT互換機        | 光栄     | 光栄     | フロッピーディスク                                          | -                                                 |                 |                         |
| 8   | コーエー25周年記念パック Vol.1                   | 2003年8月1日            | Windows 98 - XP    | コーエー | コーエー | CD-ROM                                                      | -                                                 | PC-9801版の移植 | [ 3 ] [ 4 ] [ 5 ] [ 6 ] |
| 9   | コーエー定番シリーズ 伊忍道 打倒信長             | 2005年8月5日            | Windows 98 - XP    | コーエー | コーエー | CD-ROM                                                      | -                                                 | PC-9801版の移植 | [ 7 ] [ 8 ] [ 9 ]       |

MSX2版
- 8メガビットROMカートリッジ版とディスク版がある。MSX-MUSIC対応。MSXturboRの高速モードに対応。ROM版は容量不足のためにオープニングが丸ごとカットされ、エンディングや安土城侵入時のCGなども削除された部分がある。ROM版のセーブデータ保存はバッテリーバックアップとPAC。カセットテープは非対応。外部ジョイパッドに対応、カーソルキーもSET ADJUSTではなく移動キーに割りあてている。解像度の違いから若干画面レイアウトが異なる。ディスク版は他機種とほぼ同等の移植度。

スーパーファミコン版
- 家庭用では唯一の移植作となった[10]。文字表示速度が遅く全体的なテンポも遅め。オープニングは他機種版を簡略したものになっている。一部のBGMの使用パターンがPC版と異なっている。PC版と違い各国では戦闘後に兵員が補充されないので、領地を広げるほど兵が少なくなり他国を攻めさせる説得が困難となる。近江を目指すには近江近隣の大名を説得し隣接した領地を攻めさせるしかなく、PC版で可能な任意の大名での近江以外の全国統一はほぼ不可能。

復刻版
- 2003年にWindows向けに『コーエー25周年記念パック』のVol.1に収録されたものが発売され、後2005年に『コーエー定番シリーズ』として単品発売もされている。PC-9801版ではフロッピーディスクを媒体としていたため、例えばセーブなどの手続きにおいて、ディスク交換を行う必要があった。この名残として、これら復刻版においてもセーブなどの際に「仮想ディスク」の交換（ウィンドウのツールバーにある「ドライブ」項目を開いて指定ディスク名にチェックを入れる）操作が必要である。復刻版ではこの操作のみ、マウス操作が必要となる。なお、前述の第3のシナリオ「おまけ編」は復刻版ではプレイできない。

## 評価
スーパーファミコン版
ゲーム誌『ファミコン通信』の「クロスレビュー」では、7・6・7・5の合計25点（満40点）、『ファミリーコンピュータMagazine』の読者投票による「ゲーム通信簿」での評価は以下の通り、19.60点（満30点）となっている。この得点はスーパーファミコン全ソフトの中で221位（323本中、1993年時点）となっている。
| 項目 | キャラクタ | 音楽 | 操作性 | 熱中度 | お買得度 | オリジナリティ | 総合  |
| 得点 | 3.30       | 3.33 | 3.19   | 3.44   | 2.69     | 3.66           | 19.60 |